# Angus Eve
Angus Eve (* 23. Februar 1972) ist ein ehemaliger Fußballspieler aus Trinidad und Tobago.
Seit 2001 spielt er für San Juan Jabloteh, einen Verein der trinidadischen Profiliga. Vorher stand er beim Ligakonkurrenten Joe Public FC und dem englischen Klub Chester City unter Vertrag.
Der Rekordnationalspieler hat seit 1994 insgesamt 118 Länderspiele für die Fußballnationalmannschaft von Trinidad und Tobago bestritten und dabei 34 Tore erzielt. Mit seinen Toren verhalf er seiner Nationalelf auch zum bisher größten Erfolg ihrer Geschichte, der Qualifikation für die Fußball-Weltmeisterschaft 2006.